# اکسوند
اکسوند (به سوئدی: Eksund) یک منطقه مسکونی است که در بخش نورشوپینگ شهرستان اوستریوتلاند در کشور سوئد واقع شده است. جمعیت اکسوند در پایان سال ۲۰۱۰ بالغ بر ۲۰۶ نفر بوده است.